# Дубранивка
Дубранивка — деревня в городском округе Шаховская Московской области. В деревне действует средняя общеобразовательная школа, детский сад № 12, Дом культуры.

## Население
| 1859 | 1926 | 2002 | 2006 | 2010 |
| ---- | ---- | ---- | ---- | ---- |
| 210  | ↗413 | ↗530 | ↗644 | ↗677 |

## География
Деревня расположена в южной части округа, примерно в 20 км к юго-западу от райцентра Шаховская, на малой речке Дубронивке, бассейна Рузы, высота центра над уровнем моря 230 м. Ближайшие населённые пункты — Косилово на юго-западе, Архангельское на юге и Головинские Рамешки с Куркино на северо-востоке, через деревню проходит региональная автодорога 46К-9200.
В деревне 5 улиц: Лесная, Садовая, Советская, Школьная и Южная.
В деревне имеется остановка автобусов маршрутов №35 и 36, следующих до Шаховской.

## Исторические сведения
В 1769 году Добрякова — деревня Хованского стана Волоколамского уезда Московской губернии в составе большого владения коллежского советника Владимира Федоровича Шереметева. В деревне 11 дворов и 84 души.
В середине XIX века деревня Дубронивка относилась к 1-му стану Волоколамского уезда и принадлежала генерал-майорше Екатерине Павловне Набаловой. В деревне было 25 дворов, крестьян 92 души мужского пола и 103 души женского, а также сыроварный завод.
В «Списке населённых мест» 1862 года Дубронивка (Добронивка) — владельческое село 1-го стана Волоколамского уезда Московской губернии по правую сторону Московского тракта, от границы Зубцовского уезда на город Волоколамск, в 40 верстах от уездного города, при пруде, с 31 двором и 210 жителями (99 мужчин, 111 женщин).
По данным на 1890 год входила в состав Серединской волости, число душ мужского пола составляло 95 человек.
В 1913 году — 41 двор и владельческая усадьба А. И. Петыгина с лесопильным заводом и чайной лавкой.
По материалам Всесоюзной переписи населения 1926 года — центр Дубронивского сельсовета, проживало 413 человек (195 мужчин, 218 женщин), насчитывалось 79 хозяйств (68 крестьянских).
С 1929 года — населённый пункт в составе Шаховского района Московской области.
1994—2006 гг. — центр Косиловского сельского округа Шаховского района.
2006—2015 гг. — деревня сельского поселения Серединское Шаховского района.
2015 г. — н. в. — деревня городского округа Шаховская Московской области.